# Убийство Хуан На

Хуан На

Хуан На (кит. трад. 黄娜, пиньинь Huáng Nà; 26 сентября 1996 — 10 октября 2004) — восьмилетняя китаянка, проживавшая в Пасир Панджанг, Сингапур, которая исчезла 10 октября 2004 года. Её мать, полиция и общественность искали её по всей стране в течение трёх недель. После того, как её тело было найдено, на её похороны пришло много сингапурцев, они приносили подарки и деньги на похороны. В ходе резонансного двухнедельного расследования виновным в убийстве был признан малайзиец Тук Ленгхау (卓良豪 Took Leng How / Zhuó Liángháo), упаковщик овощей в торговом центре. Его приговорили к повешению, просьба президентского помилования была отклонена.

## Предыстория
Родители Хуан На, Хуан Цинжун и Хуан Шуин (оба 1973 года рождения) происходили из фермерских семей города Путянь, провинция Фуцзянь, Китай. Они встретились в 1995 году и вскоре после этого поженились, в то время Шуин уже была беременна Хуан На. В 1996 году Цинжун покинул Китай, в поисках лучшей жизни прибыл в Сингапур и нелегально работал упаковщиком овощей в торговом центре в Пасир Панджанг. Когда Шуин узнала, что муж работает в Сингапуре, она развелась с ним и оформила опеку над Хуан На. Позже она вышла замуж за Чжэн Вэньхая, местного бизнесмена, с которым жила в течение четырёх лет и в начале 2003 года забеременела от него.
В мае 2003 года Шуин иммигрировала в Сингапур, сопровождая Хуан На, которую зачислили в начальную школу Дзин Тай. Они жили в торговом центре в Пасир Панджанг, где работала Шуин. Работники торгового центра и начальной школы описывали Хуан На как умного, независимого, общительного и активного ребёнка. Хуан На подружилась с Чжо Лянхао, упаковщиком овощей из торгового центра. Он родился в Малайзии в 1981 году, будучи вторым ребёнком в семье из четырёх человек. Чжо приехал в Сингапур, когда ему было 18 лет в поисках более оплачиваемой работы. В торговом центре он часто играл с Хуан На, покупал ей еду и катал на своём мотоцикле.

## Исчезновение и реакция
Хуан На пропала без вести 10 октября 2004 года; в последний раз её видели в ресторанном дворике торгового центра, она была босая, одетая в голубую джинсовую куртку и шорты-бермуды. С 7 утра до полуночи каждый день в течение трех недель Шуин искала свою дочь по всему острову. Полиция, в том числе команды уголовного розыска, провели интенсивные поиски девочки, сотрудники полиции брали с собой на рейды её фотографии. Добровольцы формировали поисковые группы, к делу подключилась Crime Library, добровольческая группа, созданная для поиска пропавших без вести лиц. Было расклеено 70000 листовок с просьбой предоставить информацию. Местная служба такси ComfortDelGro попросила своих водителей присоединиться к поискам.
Два сингапурца предложили вознаграждение в $ 10000 и $ 5000 соответственно нашедшему Хуан На, в то время как менеджер компании интернет-дизайна создал веб-сайт для повышения осведомлённости и сбора наводок. Поиск распространился даже на Малайзию, добровольцы расклеивали плакаты в близлежащих городах Джохор-Бару и Куала-Лумпур. По сообщениям СМИ, не менее 30 таксистов также разместили плакаты с изображением Хуан На на заднем ветровом стекле и передних сиденьях своих автомобилей. По крайней мере, пять владельцев кофеен в Джохор-Джая, Таман Ю и Скудаи также развесили у себя плакаты.
19 и 20 октября сингапурская полиция допросила Чжо в рамках расследования; он сказал, что девочку похитили трое китайцев. После допроса полиция отвезла Чжо домой, а затем снова в полицейский участок для проверки на полиграфе. По пути они остановились поесть в кафе у дороги Пасир Панджанг. В кафе Чжо попросился в туалет, откуда сбежал, взяв такси до Вудлэндса и по мосту добравшись до Малайзии. Сингапурская полиция искала его до 30 октября, пока он не сдался, признавшись, что случайно задушил Хуан На во время игры в прятки в кладовой. На следующий день тело Хуан На было найдено в парке в районе Телок Бланга, Чжо был обвинён в её убийстве. Служба ритуальных услуг Сингапура организовала её похороны бесплатно. На похороны Хуан На пришли тысячи людей; некоторые приносили подарки: конфеты, цветы и её любимые товары Hello Kitty. Тем не менее, некоторые сингапурцы пытались заработать на смерти девочки, покупая числа лотереи 4D, связанные с ней. Другие распространяли слухи о том, что Шуин хотела нажиться за счёт пожертвований.

## Судебный процесс

Убийца, Чжо Лянхао

Двухнедельный судебный процесс над Чжо начался 11 июля 2005 года, его вёл судья Высокого суда Лай Кючай (Ли Цзяцай). Обвиняемого защищал опытный адвокат по уголовным делам Субхас Анандан и два других юриста Сунил Судхисан и Ананд Налачандран. Обвинение полагалось на показания 76 свидетелей, видео воспроизведения убийства, выводы судебно-медицинской экспертизы, а также данные вскрытия, в ходе которого обнаружилось несколько ушибов на голове Хуан На. На основании доказательств обвинение утверждало, что Чжо заманил Хуан На в кладовую, а затем раздел и изнасиловал её. После этого, чтобы убить Хуан На, он начал её душить и затем топтать ногами, он запаковал её тело в девяти пластиковых мешках и запечатал в картонную коробку. Защита заявляла об ограниченной вменяемости Чжо. Психиатр Р. Нагулендран утверждал, что Чжо был шизофреником, так как некоторые из его повадок, например, частые улыбки и разговоры о духах, были весьма неуместны. Кроме того, у него не было мотива для убийства — Нагулендран также назвал историю о трёх китайцах галлюцинацией.
27 августа 2005 года судья Ли постановил, что Чжо виновен в убийстве, и приговорил его к смерти. В приговоре судья Ли отметил, что у Чжо не было истории психических расстройств, поведение, о котором говорила защита, было «не обязательно ненормальным», и убийство было «явным продуктом холодного и расчётливого ума». Судья Ли также сказал, что нет необходимости определять мотив для убийства, если имело место сексуальное насилие. Чжо обжаловал смертный приговор, но в январе 2006 года Апелляционный суд Сингапура оставил в силе прежнее решение. Его родственники собрали 35000 подписей и подали прошение о помиловании президенту Селлапану Раманатану, в октябре 2006 года прошение было отклонено, после чего приговор привели в исполнение путём повешения.

## Последствия
Чжэн и Шуин вернулись в Путянь, где Хуан На была похоронена в усыпальнице на полпути в гору недалеко от их дома. Перед смертью Хуан На просила, чтобы ей дали фамилию отчима, поэтому на её надгробье написано имя Чжэн На. Пара решила сосредоточиться на воспитании их оставшегося ребёнка, а Чжэн планировал расширить бизнес в Гуанчжоу или Шэньчжэнь. В январе 2007 года Джек Нео хотел снять фильм об убийстве, но обе семьи возразили. Отчет о последующей деятельности в 2009 году показал, что Шуин родила ещё двоих детей и открыла бизнес по продаже обуви на Тайване.
Убийство Хуан На считалось серьёзным преступлением, которое потрясло Сингапур. В июле 2015 года национальная ежедневная газета Сингапура The Straits Times опубликовала электронную книгу под названием «Виновны по обвинению: 25 преступлений, потрясших Сингапур с 1965 года», в которой было описано в том числе дело об убийстве Хуан На. Печатное издание впервые вошло в список бестселлеров 8 августа 2017 года, через месяц после публикации.
Дело Чжо Лянхао считается одним из самых громких в карьере адвоката Субхаса Анандана. Субхас описал дело Чжо в своих мемуарах «Лучшее, что я мог», которые были впервые опубликованы в 2009 году. Даже после казни Чжо Субхас считал, что его подзащитный не заслуживает смертной казни, и считал, что его клиент психически болен и обвинение в убийстве было ошибочным. Субхас также выразил глубокое разочарование в связи с тем, что Чжо проиграл апелляцию.
Суджеш Анандан, сын Субхаса, сказал репортёрам, что когда он был подростком, он видел, как его отец сильно переживал по поводу решения апелляции по делу Чжо и воспринял его очень негативно. Сунил Судхисан, который также защищал Чжо, сказал, что он и его коллега Ананд Налачандран, также были потрясены этим делом, как и Субхас. После казни Чжо все трое адвокатов присутствовали на его похоронах.
Лиз Портер, писатель-криминалист из Австралии, написала книгу под названием «Место преступления в Азии: когда судебное доказательство становится немым свидетелем». Книга была посвящена делам реальных убийств в Азии, раскрытых с помощью судебно-медицинских доказательств. В книге собраны 16 дел из таких азиатских стран, как Сингапур, Малайзия, Гонконг и другие. Дело Хуан На также вошло в книгу.